# Alexander Isak
Alexander Isak (* 21. September 1999 in Solna) ist ein schwedischer Fußballspieler. Der Stürmer steht bei Newcastle United unter Vertrag und ist schwedischer Nationalspieler.

## Karriere

### Vereine

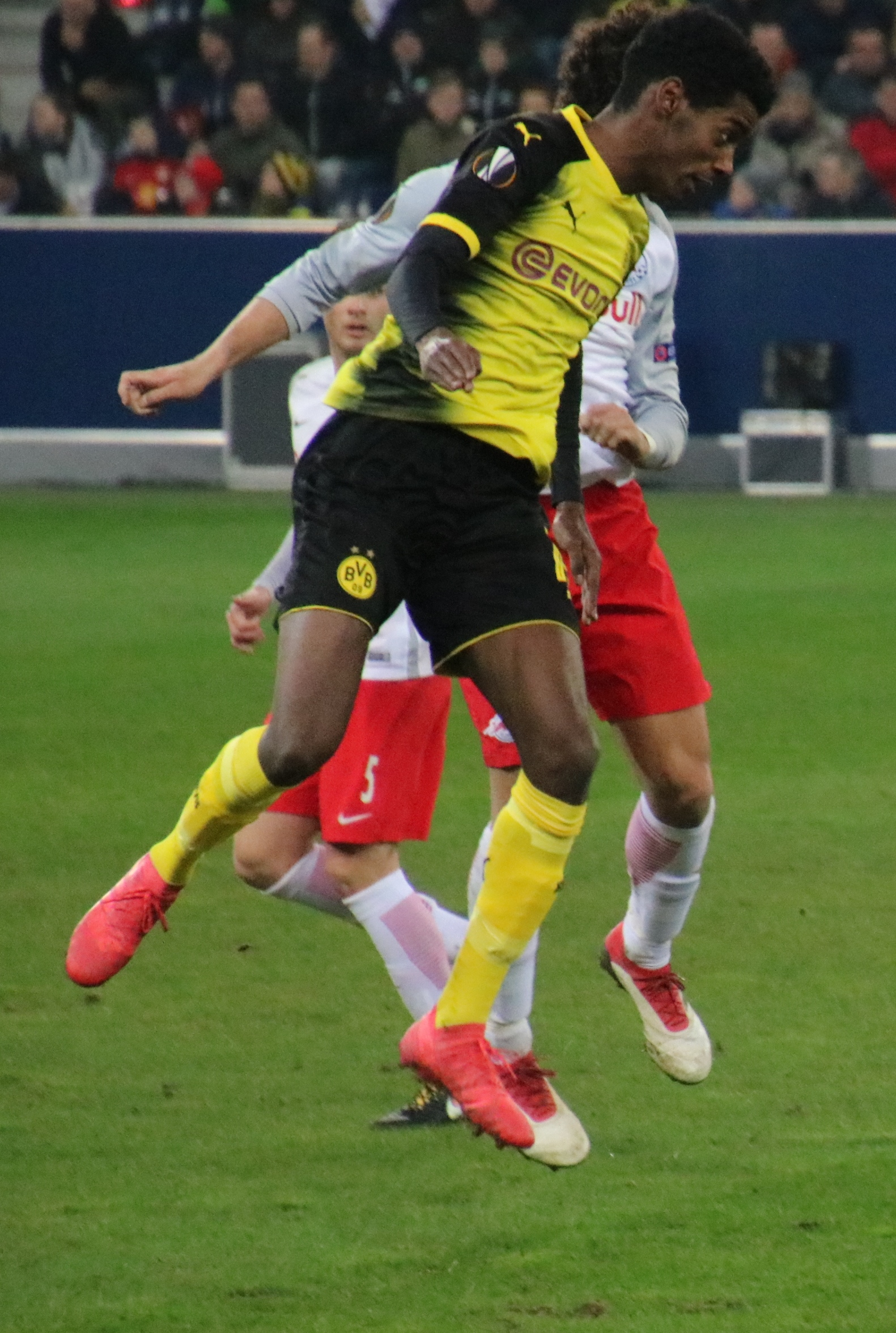
Isak im Trikot von Borussia Dortmund (2018)

Isak, der eritreische Wurzeln hat, begann im Alter von sechs Jahren beim AIK Solna mit dem Fußballspielen. Sein Profidebüt gab er 16-jährig am 28. Februar 2016 beim 6:0-Sieg im Pokalspiel gegen den Viertligisten Tenhults IF, wobei er mit dem Treffer zum Endstand in der 86. Minute auch sein erstes Tor im Seniorenbereich erzielte. Am 7. April 2016 (2. Spieltag) verhalf ihm Trainer Andreas Alm zu seinem Debüt in der Allsvenska, der höchsten Spielklasse in Schweden. Beim 2:0-Sieg im Auswärtsspiel gegen den Östersunds FK erzielte er als bis dahin jüngster Liga-Torschütze des Vereins das Tor zum Endstand in der 50. Minute.
Zur Rückrunde der Bundesliga-Saison 2016/17 wechselte Isak zum deutschen Bundesligisten Borussia Dortmund. Er wurde in einem DFB-Pokalspiel eingesetzt und kam ansonsten zunächst in der zweiten Mannschaft in der viertklassigen Regionalliga West sowie in der A-Jugend (U-19) in der A-Junioren-Bundesliga zum Einsatz, mit der er den Meistertitel gewann. Erst in der Saison 2017/18 absolvierte er seine ersten Bundesligaspiele, kam aber nicht über fünf Einsätze hinaus.
Nachdem der Stürmer auch in der Hinrunde der Saison 2018/19 nur in der Regionalliga eingesetzt worden war, wurde er im Januar 2019 in die niederländische Eredivisie an Willem II Tilburg verliehen. Am 28. Februar 2019 erzielte er im Halbfinale des niederländischen Pokalwettbewerbs gegen AZ Alkmaar erst das 1:1 und schließlich im Elfmeterschießen den entscheidenden Treffer. Als erster Spieler der höchsten niederländischen Liga erzielte Isak am 30. März 2019 beim 3:2-Heimsieg Tilburgs gegen Fortuna Sittard drei Treffer per Strafstoß. Isak beendete die Saison mit den Brabantern auf Rang 10 und traf in 16 Ligaspielen 13-mal. Im Pokal gelang Isak und Tilburg der Einzug ins Endspiel, das jedoch Ajax Amsterdam mit 4:0 gewann.
Zur Saison 2019/20 kehrte Isak nicht nach Dortmund zurück, sondern wechselte zum spanischen Erstligisten Real Sociedad San Sebastián, bei dem er einen Vertrag mit einer Laufzeit bis zum 30. Juni 2024 erhielt. Hier kam er regelmäßig zum Einsatz (insgesamt 105 Ligaspiele, 33 Tore) und war Stammspieler. Mit Real Sociedad gewann er die Copa del Rey 2019/20.
Zu Beginn der Saison 2022/23 spielte Isak noch zwei Ligaspiele in Spanien. Er schloss sich Ende August 2022 – kurz vor Ende der Transferperiode – Newcastle United in der englischen Premier League an.

### Nationalmannschaft
Bei seinem Debüt im Nationaltrikot am 27. April 2015 in Minsk steuerte Isak zum 3:0-Sieg der schwedischen U17 gegen die litauische Auswahl einen Treffer bei. Er absolvierte bis 2018 insgesamt 33 Spiele (8 Tore) für die schwedische U17, U19 und U21.
Am 8. Januar 2017 bestritt er beim 1:2 gegen die Elfenbeinküste sein erstes Länderspiel in der A-Nationalmannschaft; auch vier Tage später beim 6:0 gegen die Slowakei kam er zum Einsatz und erzielte dabei sein erstes Tor. Isak unterbot damit mit 17 Jahren und 113 Tagen den 104 Jahre alten Rekord als jüngster Torschütze der Nationalmannschaft, den zuvor Eric Dahlström mit 18 Jahren und einem Tag gehalten hatte.
Mit der schwedischen Auswahl erreichte er bei der Europameisterschaft 2021 das Achtelfinale, in dem Schweden gegen die Ukraine ausschied. Isak kam in allen vier Spielen zum Einsatz, wobei er dreimal ausgewechselt wurde.

## Titel
Deutschland
- Pokalsieger: 2017 (Borussia Dortmund)

Spanien
- Pokalsieger: 2020 (Real Sociedad)

England
- Ligapokalsieger: 2025 (Newcastle United)

Individuell
- Torschützenkönig der Copa del Rey: 2020